# Jacques Louis Jaucourt-Latour
Pour les articles homonymes, voir Jaucourt.
Jacques Louis Jaucourt-Latour (ou Jaucourt de La Tour), né le 17 mars 1736 à Aizecourt-le-Haut (Somme), mort le 8 octobre 1807 à Gray (Haute-Saône), est un général de brigade de la Révolution française.

## États de service
Il entre en service le 2 février 1757, comme carabinier, et il sert de 1757 à 1762 en Hanovre. Le 23 juin 1758, il se trouve à la bataille de Krefeld. Il devient fourrier le 31 octobre 1762, maréchal des logis le 19 avril 1763, et porte étendard le 20 février 1774. Il est réformé le 1er juin 1776.
Il reprend du service le 1er mai 1779, comme quartier maitre trésorier au 1er régiment de carabiniers, il est nommé lieutenant le 29 août 1779, et capitaine le 26 décembre 1788. Le 14 mai 1791, il reçoit son brevet de capitaine quartier maitre, et le 7 septembre 1792, il passe capitaine en pied au 2e régiment de carabiniers à l’armée de la Moselle.
Il est nommé chef d’escadron le 8 mars 1793, et le 5 mars 1794, il devient chef de brigade commandant le 1er régiment de carabiniers, à l’armée du Nord. Il est promu général de brigade le 13 juin 1795, à l’armée des Alpes, et le 18 mars 1797, il est mis en congé de réforme. Il est admis à la retraite le 19 mai 1797.
Il meurt le 8 octobre 1807 à Gray.

## Sources
- (en) « Generals Who Served in the French Army during the Period 1789 - 1814: Eberle to Exelmans »
- (pl) « Napoléon.org.pl »
- Georges Six, Dictionnaire biographique des généraux & amiraux français de la Révolution et de l'Empire (1792-1814), Paris : Librairie G. Saffroy, 1934, 2 vol., p. 599-600